# Patricio Borghetti
Juan Patricio Borghetti Imérito  (Buenos Aires, Argentína, 1973. december 5. –) argentin színész, énekes.

## Élete és pályafutása
1973. december 5-én született Buenos Airesben. Karrierjét 1994-ben kezdte. 2004-ben Enriquét alakította a Rebelde című sorozatban. 2010-ben a Teresa című telenovellában Martin szerepét játszotta. 2012-ben szerepet kapott a La mujer del Vendavalban Zoraida Gómez és Michelle Renaud mellett.
2004-ben feleségül vette Grettell Valdez színésznőt. 2008-ban megszületett fiuk, Santino. 2010-ben elváltak.

## Filmográfia

### Telenovellák
- Antes muerta que Lichita (2015-2016) ..... Néstor Acosta
- Por siempre mi amor (2013-2014) ..... Adrián San Román
- La mujer del Vendaval (2012-2013) ..... Cristian Serratos
- Esperanza del corazón (2011-2012) ..... Mariano Duarte
- Teresa (2010-2011).... Martín Robles Ayala
- Atrévete a soñar (2009-2010).... René
- Lola, érase una vez (2007)).... Máximo Augusto de la Borbolla
- S.O.S.: sexo y otros secretos (2007).... Santiago
- Amor mío (2007).... Javier
- Rebelde (2004-2006).... Enrique Madariaga
- Ángel rebelde (2004).... Juan Cuchillo
- El juego de la vida (2001-2002).... Patricio 'Pato' Fernández
- María Belén (2001).... Ángel
- DKDA Sueños de juventud (1999-2000).... Axel Harris
- 90-60-90 modelos (1996)
- Montaña rusa (1994)

## Diszkográfia
- DKDA...Sueños de Juventud
- Patricio Borghetti
- Eternamente